# Medalha ao Partisan da Guerra Patriótica
A Medalha "Ao Partisan da Guerra Patriótica"  (em russo: Медаль «Партизану Отечественной войны») foi uma medalha paramilitar soviética de duas classes da Segunda Guerra Mundial; estabelecida 2 de fevereiro de 1943, por decreto do Presidium do Soviete Supremo da URSS  para reconhecer a força e a coragem dos partisans na frente doméstica em sua luta para libertar a pátria soviética dos invasores nazistas muito atrás das linhas inimigas. Seu estatuto foi alterado por um novo decreto do Presidium do Soviete Supremo da URSS em 26 de fevereiro de 1947. 

## História
A medalha “Ao Partisan da Guerra Patriótica” foi concedida a partidários , comandantes de destacamentos partidários e organizadores do movimento partidário por “méritos especiais na organização do movimento partidário, por coragem, heroísmo e sucessos notáveis na luta partidária pela Pátria Soviética na retaguarda dos invasores nazistas”.
A Medalha nº 1 foi concedida em junho de 1943 ao guerrilheiro soviético Efim Ilyich Osipenko , um mineiro e comandante de um grupo de demolição, que no outono de 1941 se tornou o comandante de um grupo móvel do destacamento partidário "Peredovoy", operando na área da cidade de Sukhinichi na região de Kaluga. Na área da estação de Myshbor, depois que o detonador de uma mina caseira falhou, ele detonou a carga batendo no detonador com um poste de uma placa ferroviária. Como resultado, um trem inimigo que se dirigia para a frente (uma locomotiva e três plataformas com tanques) descarrilou, o guerrilheiro ficou gravemente ferido e perdeu a visão .
As regras para o uso da medalha, a cor da fita e sua colocação na barra de premiação foram aprovadas pelo Decreto do Presidium do Soviete Supremo da URSS “Sobre a aprovação de amostras e descrições de fitas para ordens e medalhas da URSS e as Regras para o uso de ordens, medalhas, fitas de ordens e insígnias” datado de 19 de junho de 1943 .
No início de 1968, mais de 127 mil pessoas, homens e mulheres (organizadores e líderes do movimento partidário, comandantes de destacamentos partidários e partidários particularmente ilustres) foram agraciados com a medalha “Ao Partisan da Guerra Patriótica” de 1ª e 2ª classes .
Em 1º de janeiro de 1995, 56.883 pessoas foram agraciadas com a medalha “Ao Partisan da Guerra Patriótica” de 1ª  classe e 70.992 pessoas de 2ª classe.
Entre os premiados estavam não apenas cidadãos da URSS, mas também cidadãos estrangeiros: antifascistas que participaram do movimento partidário no território ocupado da URSS: o comandante do destacamento partidário da Checoslováquia, Capitão Jan Nalepka , a partidária búlgara Vera Pavlova , os militares romenos que passaram para o lado dos partidários e lutaram nos destacamentos partidários soviéticos Apostol Toma, Mihail Mihailescu, Lazar Georgi, Marinescu Georgi, Combari Nikola  e outros.

## Regulamento da medalha
A medalha “Ao Partisan da Guerra Patriótica” de 1ª e 2ª classe é concedida aos partidários da Grande Guerra Patriótica, ao pessoal de comando dos destacamentos partidários e aos organizadores do movimento partidário que demonstraram bravura, firmeza e coragem na luta partidária pela nossa Pátria Soviética na retaguarda contra os invasores nazistas.
2. A concessão da medalha “Ao Partisan da Guerra Patriótica” de 1ª e 2ª classe é realizada por decreto do Presidium do Soviete Supremo da URSS.
3. A Medalha "Partidário da Guerra Patriótica" de 1ª classe é concedida a partidários, comandantes de destacamentos partidários e organizadores do movimento partidário por bravura, heroísmo e sucessos extraordinários na luta partidária por nossa Pátria Soviética atrás das linhas dos invasores nazistas.
4. A medalha “Ao Partisan da Guerra Patriótica” de 2ª classe é concedida a partidários, comandantes de destacamentos partidários e organizadores do movimento partidário por distinção de combate pessoal na execução de ordens e atribuições do comando, por assistência ativa na luta partidária contra os invasores nazistas.
A classe mais alta da medalha é a 1ª classe.
A medalha “Ao Partisan da Guerra Patriótica” é usada no lado esquerdo do peito e, se houver outras medalhas da URSS, é colocada após a medalha "Pelo Trabalho Valente (Por Valor Militar)" Em comemoração ao 100º aniversário do nascimento de Vladimir Ilitch Lenin" em ordem de antiguidade dos títulos.

## Descrição da medalha

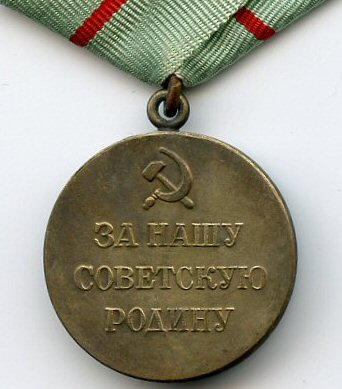
Reverso da medalha

A medalha “Ao Partisan da Guerra Patriótica" é redonda, com 32 mm de diâmetro. A medalha da 1ª classe é de prata, a da 2ª classe é de latão.
No anverso da medalha há uma imagem de busto de perfil de Vladimir Lenin e Josef Stalin. Ao longo da borda da medalha há uma fita cunhada, em cujas dobras na parte inferior estão as letras “URSS” (em russo: «CCCP»), e no meio delas está uma estrela de cinco pontas com um martelo e uma foice. Na mesma fita, no topo da medalha, está a inscrição “AO PARTIDÁRIO DA GUERRA PATRIÓTICA” (em russo: «ПАРТИЗАНУ ОТЕЧЕСТВЕННОЙ ВОЙНЫ»; «PARTIZANU OTECHESTVENNOY VOYNE»); Antes e depois da inscrição há pequenas estrelas de cinco pontas.
No verso da medalha está a inscrição “PELA NOSSA PÁTRIA SOVIÉTICA” (em russo: «ЗА НАШУ СОВЕТСКУЮ РОДИНУ»; «ZA NASHU SOVETSKUYU RODINU») em três linhas, acima da qual está a imagem de uma foice e um martelo.
As imagens e inscrições na medalha são em relevo.
Na parte superior da medalha há um ilhó, que conecta a medalha com um anel a um bloco de metal pentagonal coberto com uma fita de seda moiré .
Inicialmente, a fita foi fixada com 20 mm de largura, de cor verde claro com listras estreitas ao longo das bordas, cada uma com 2 mm de largura: vermelha para a medalha de 1ª classe e azul para a medalha de 2ª classe . Por decreto de 19 de junho de 1943, foi instituída uma nova fita - 24 mm de largura, de cor verde claro com uma faixa longitudinal no meio de 2 mm de largura: vermelha para a medalha de 1ª classe e azul para a medalha de 2ª classe .
| 1ª classe | reverso | 2ª classe |
| --------- | ------- | --------- |
|           |         |           |